# Paratendipes nigrofasciatus
Paratendipes nigrofasciatus är en tvåvingeart som först beskrevs av Jean-Jacques Kieffer 1916.  Paratendipes nigrofasciatus ingår i släktet Paratendipes och familjen fjädermyggor.
Artens utbredningsområde är Taiwan. Inga underarter finns listade i Catalogue of Life.